# Ray Bradbury
Pour les articles homonymes, voir Bradbury.
Raymond Douglas Bradbury dit Ray Bradbury, né le 22 août 1920 à Waukegan dans l'Illinois et mort le 5 juin 2012  à Los Angeles en Californie, est un écrivain américain, référence du genre de l'anticipation. 
Il est particulièrement connu pour ses recueils de nouvelles Chroniques martiennes (1950) et L'Homme illustré (1951), et surtout pour son roman dystopique Fahrenheit 451 (1953).

## Biographie

### Ses débuts
Ray Douglas Bradbury naît le 22 août 1920 à Waukegan (Illinois) dans un milieu modeste, de Leonard Spaulding Bradbury, technicien, et de son épouse Esther Marie Moberg, d'origine suédoise,. Son grand-père et son arrière-grand-père paternels étaient éditeurs de journaux. Il descend par son père d'une des sorcières de Salem. 
Bradbury lit et écrit pendant toute sa jeunesse, passant beaucoup de temps à la bibliothèque de Waukegan. Ses romans Le Vin de l'été (Dandelion Wine), La Foire des ténèbres (Something Wicked This Way Comes) et Farewell Summer dépeignent d’ailleurs cette ville comme « la Ville Verte » et sont en partie autobiographiques.
Il attribue son habitude d’écrire quotidiennement au jour où en 1932 un amuseur de foire, M. Electroteck, l'a touché avec une lame électrifiée, faisant se dresser ses cheveux sur la tête, en criant « Vis pour toujours ! ». La famille Bradbury vit à Tucson, en Arizona, en 1926-27 et 1932-33, mais comme le père continue son travail, ils retournent à Waukegan et s'installent finalement à Los Angeles en 1934. Ray a alors quatorze ans. À l'âge de 17 ans, il commence une rubrique dans Script, une revue de cinéma.
Bradbury obtient son diplôme à l'école secondaire de Los Angeles en 1938 à 18 ans, mais choisit de ne pas aller à l'université. Il vend des journaux au coin de South Norton Avenue et Olympic Boulevard et continue à se cultiver à la bibliothèque locale. Influencé par Flash Gordon et Buck Rogers, il commence à écrire des nouvelles de science-fiction qui sont publiées dans des fanzines.
En novembre 1941, Le Pendule (Pendulum), sa première publication rémunérée (pour un montant de 15 $), paraît dans le pulp magazine Super Science Stories. Il a profité de la recommandation de Robert A. Heinlein, rencontré à la Los Angeles Science Fantasy Society (LASFS). Il devient écrivain à temps plein à la fin de l'année 1942. Son premier livre, Dark Carnival, une collection de courts récits, est publié en 1947 par Arkham House,.
Cette même année il se marie avec Marguerite McClure (1922–2003) ; le couple aura quatre filles.

### Le succès des années 1950
En 1950, il publie Chroniques martiennes (The Martian Chronicles) et l'année suivante L'Homme illustré (The Illustrated Man). En 1952, EC Comics publie l'adaptation en bande dessinée de deux de ses nouvelles et il exprime son étonnement de ne pas avoir reçu d'argent à l'éditeur, William Gaines. Gaines et Bradbury trouve rapidement un accord financier et, jusqu'en 1954, nombre de ses nouvelles d'horreur et de science-fiction seront adaptées par les artistes d’EC Comics, tels que Wally Wood, Joe Orlando ou John Severin.
Ces années 1950 sont pour Bradbury une période prolifique qui voit la publication de nombreux ouvrages : Les Pommes d'or du soleil (The Golden Apples of the Sun and Other Stories) et le roman Fahrenheit 451 en 1953, Le Pays d'octobre (The October Country) en 1955 et Un remède à la mélancolie (A Medicine for Melancholy) en 1958. En 1953, il écrit le scénario du film Moby Dick de John Huston, qui sortira en 1956.

### Passage au théâtre
En 1963, il écrit sa première pièce, Café irlandais (The Anthem Sprinters and Others Antics), et l'année d'après il publie son roman La Foire des ténèbres (Something Wicked This Way Comes).
En 1970, il publie Je chante le corps électrique (I Sing the Body Electric!) et en 1972, la pièce Théâtre pour demain… et après (The Wonderful Ice-Cream Suit).
Sa pièce Madrigals for the Space Age, sur une musique de Lalo Schifrin, est montée en 1973 au Dorothy Chandler Pavilion du Los Angeles Music Center et La Colonne de feu (Pillar of Fire and Other Plays) est publiée en 1975.

### Dernières œuvres
En 1986, il publie La solitude est un cercueil de verre (Death Is a Lonely Business), en 1990, Fantôme d'Hollywood (A Graveyard for Lunatics) et en 1993, La Baleine de Dublin (Green Shadows, White Whale). Une attaque cérébrale en 1999 ne l'empêche pas de poursuivre son œuvre qu'il dicte à ses filles.
Réputé pour son franc-parler, il en use jusqu'à la fin de sa vie, s'exprimant sur la nécessité de réformer le mode de gouvernement, ou soutenant la grève des auteurs hollywoodiens en 2007.
Ray Bradbury meurt à Los Angeles, en Californie, le 5 juin 2012 à l'âge de 91 ans, des suites d'une longue maladie.

## Thèmes

### Bradbury et la science
Ray Bradbury a écrit sur la survie spirituelle de l'humanité s’opposant au matérialisme de la société. Bien qu'il ait souvent été présenté comme un écrivain de science-fiction, lui-même ne s'est jamais enfermé dans un type de narration : 

« Avant tout, je n'écris pas de science-fiction. J'ai écrit seulement un livre de science-fiction et c'est Fahrenheit 451, fondé sur la réalité. La science-fiction est une description de la réalité. Le fantastique est une description de l'irréel. Donc les Chroniques martiennes ne sont pas de la science-fiction, c'est du fantastique. »

Bradbury se préoccupe peu de réalité scientifique, et pour cela fut peu reconnu des amateurs[Lesquels ?] américains de science-fiction « purs et durs ».

## Postérité
Le prix Ray-Bradbury est remis par le regroupement d'auteurs de science-fiction américains Science Fiction and Fantasy Writers of America pour souligner l'excellence d'une œuvre dramatique, présentée au cinéma, à la télévision, sur internet, à la radio ou au théâtre. Il a été remis en 1992, 1999, 2001 et 2008. En 2009, le prix Ray-Bradbury prend officiellement la place du prix Nebula du meilleur scénario, qui existait depuis 1973 et il est dorénavant attribué chaque année.
En 2001, lors d'un discours, Ray Bradbury propose à son audience l'exercice d'écrire une nouvelle par semaine pendant un an, arguant qu'il est impossible d'écrire 52 nouvelles de mauvaise qualité : le défi Bradbury était né,.
En 2002, il reçoit la médaille de la National Book Foundation.
Le 1er avril 2002, l'écrivain reçoit une étoile — la 2 193e — sur le Walk of Fame à Hollywood.
Le 22 août 2012, la NASA nomme en son honneur « Bradbury Landing » (« la zone d’atterrissage Bradbury ») le site d'atterrissage sur Mars du robot Curiosity.
Peu après sa mort, en hommage au roman Fahrenheit 451, le code erreur HTTP 451 est créé pour les pages web effacées à la suite d'une censure gouvernementale.

## Œuvres

### Romans
- Chroniques martiennes, Denoël, coll. « Présence du futur » no 1, 1954 ((en) The Martian Chronicles, 1950), trad. Henri RobillotIl s'agit en réalité d'un fix-up, un recueil de nouvelles rassemblées de manière à former une histoire cohérente.
- Fahrenheit 451, Denoël, coll. « Présence du futur », 1955 ((en) Fahrenheit 451, 1953), trad. Henri Robillot
- Le Vin de l'été, Denoël, coll. « Jaune », 1959 ((en) Dandelion Wine, 1957), trad. Georges Dupont
- La Foire des ténèbres, Denoël, coll. « Présence du futur », 1964 ((en) Something Wicked This Way Comes, 1962), trad. Richard Walters
- L'Arbre d'Halloween, Le Seuil, 1994 ((en) The Halloween Tree, 1972), trad. Alain Dorémieux
- La solitude est un cercueil de verre, Denoël, coll. « Arc-en-ciel », 1986 ((en) Death Is a Lonely Business, 1985), trad. Emmanuel Jouanne
- Le Fantôme d'Hollywood, Denoël, coll. « Présences », 1992 ((en) A Graveyard for Lunatics, 1990), trad. Alain Dorémieux
- La Baleine de Dublin, Denoël, coll. « Présences », 1993 ((en) Green Shadows, White Whale, 1992), trad. Hélène Collon
- Ahmed et les Prisons du temps, Mille et une nuits, coll. « La Petite collection », 1998 ((en) Ahmed and the Oblivion Machine, 1998), trad. Bernard Hœpffner
- De la poussière à la chair - Souvenirs d'une famille d'immortels, Denoël, coll. « Lunes d'encre », 2002 ((en) From the Dust Returned, 2001), trad. Patrick Marcel
- Il faut tuer Constance, Denoël, coll. « & d'ailleurs », 2004 ((en) Let's All Kill Constance, 2003), trad. Philippe Rouard
- (en) Farewell Summer, 2006

### Recueils de nouvelles
- L'Homme illustré, Denoël, coll. « Présence du futur », 1954 ((en) The Illustrated Man, 1951), trad. C. Andronikof
  - La Ville, nouvelle parue dans le recueil.
- Les Pommes d'or du soleil, Denoël, coll. « Présence du futur », 1956 ((en) The Golden Apples of the Sun, 1953), trad. Richard Négrou
  - Le Promeneur, nouvelle parue dans le recueil.
  - Un coup de tonnerre, nouvelle parue dans le recueil.
  - La Sirène, nouvelle parue dans le recueil.
- Le Pays d'octobre, Denoël, coll. « Présence du futur », 1957 ((en) The October Country, 1955), trad. Doringe
- Un remède à la mélancolie, Denoël, coll. « Présence du futur », 1961 ((en) A Medicine for Melancholy, 1958), trad. Jacqueline Hardy
- Les Machines à bonheur, Denoël, coll. « Présence du futur », 1965 ((en) The Machineries of Joy, 1964), trad. Jean-Pierre Harrison
- Aux portes de l'épouvante, Marabout, coll. « Bibliothèque Marabout-Fantastique », 1970 ((en) Fever Dream and Other Fantasies, 1969), trad. Gérard HalleuxÉcrit avec Robert Bloch.
- Je chante le corps électrique, Denoël, coll. « Présence du futur », 1970 ((en) I Sing the Body Electric, 1969), trad. Jane Fillion
- (en) Long After Midnight, 1976 :
  - Bien après minuit, Denoël, coll. « Présence du futur », 1977
  - Un dimanche tant bien que mal, Denoël, coll. « Présence du futur », 1979
- La Grande Roue, Denoël, coll. « Présence du futur », 1981 ((en) The Black Ferris, 1948), trad. Jean Bonnefoynouvelle de 32 pages, inédite jusqu'alors en français, éditée isolément hors commerce.
- Monstrueusement vôtre, Christian Bourgois, 1990 ((en) A Memory of Murder, 1984), trad. Pierre Girard
- À l'ouest d'octobre, Denoël, coll. « Présence du futur », 1990 ((en) The Toynbee Convector, 1988), trad. Jacques Chambon, Alain Dorémieux
- ...mais à part ça, tout va très bien, Denoël, coll. « Présences », 1997 ((en) Quicker Than the Eye, 1996), trad. Hélène Collon
- Train de nuit pour Babylone, Denoël, 1999 ((en) Driving Blind, 1997), trad. Hélène Collon
- Les Garçons de l'été, Flammarion, coll. « Imagine », 2004 ((en) One More for the Road, 2002), trad. Hélène Collon
- Histoires de dinosaures, Gallimard Jeunesse, 2004 ((en) Dinosaur Tales, 2003), trad. Pierre-Paul Durastanti

- Léviathan 99, Denoël, coll. « Lunes d'encre », 2010 ((en) Now and Forever, 2007), trad. Florence Dolisi

### Compilations de nouvelles parues précédemment
- Un Coup de tonnerre, Gallimard, coll. « 1000 soleils », 1973édition pour la jeunesse regroupant dix nouvelles parues dans les précédents recueils
- Celui qui attend et autres nouvelles, Librio, coll. « SF-Fantastique », 1995regroupe huit nouvelles parues précédemment dans divers recueils.
- L'Heure H et autres nouvelles, Flammarion, coll. « Étonnants classiques », 1996regroupe deux nouvelles parues dans L'Homme Illustré (Automate, société anonyme et L'Heure H) et une publiée dans Un remède à la mélancolie (Et l'été ne dura qu'un jour)
- Nouvelles, Pocket, coll. « Langues pour tous », 1996édition bilingue, regroupe cinq nouvelles parues précédemment en recueil.
- L'Homme brûlant et autres nouvelles, Flammarion, coll. « Étonnants classiques », 2000regroupe quatre nouvelles déjà parues dans de précédents recueils : L'Homme brûlant, Le Jeu d'octobre, Je ne suis pas si bête et Les Fruits posés au fond de la coupe.
- Trois automnes fantastiques, Denoël, coll. « Lunes d'encre », 2002volume regroupant L'Homme illustré, Le Pays d'octobre et La Foire des ténèbres
- Fahrenheit 451 - Chroniques martiennes - Les Pommes d'or du soleil, Denoël, coll. « Lunes d'encre », 2007volume regroupant les trois livres cités dans le titre.
- La Sorcière d'avril et autres nouvelles, Actes Sud junior, coll. « Les romans », 2008regroupe quatre nouvelles déjà publiées auparavant : La Sirène, Comme on se retrouve, La Brousse et La Sorcière d'avril.
- Meurtres en douceur et autres nouvelles, Gallimard, coll. « Folio 2€ », 2004regroupe cinq nouvelles déjà publiées dans ...mais à part ça, tout va très bien.
- Le Meilleur des mondes possibles et autres nouvelles, Gallimard, coll. « Folio 2€ », 2010regroupe cinq nouvelles publiées précédemment dans le recueil Les Machines à bonheur.
- Léviathan 99, Denoël, coll. « Lunes d'encre », 2010 ((en) The Cat's Pajamas, 2004), trad. Florence Dolisipublication en un seul volume des recueils originaux The Cat's Pajamas et Now and Forever.

### Nouvelles publiées hors recueils

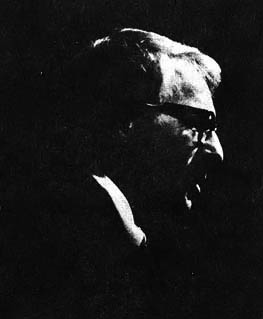
Ray Bradbury

Sont présentées ici seulement les nouvelles traduites en français inédites en recueils et celles qui ont tout d’abord été publiées dans des revues ou des anthologies francophones avant d’être intégrées à un recueil.
- Le Joueur de flûte ((en) The Piper, 1940)in L'âge d'or de la SF (4e série), Fiction-Spécial n° 21, 1973.
- Lazare, approchez ((en) Lazarus, Come Forth, 1944)in Les meilleurs récits de Planet Stories, anthologie composée par Jacques Sadoul, éditions J'ai lu, 1975.
- Le Coquillage ((en) The Sea Shell, 1944)in L'île cannibale, Encrage, coll. « Pulps » n° 4, 1987 - in Le Piano satanique, Encrage, coll. « Pulps » n° 6, 1988 - in Denoël, Présence du Futur, Catalogue analytique, 1992 - in Territoires de l'inquiétude 5, Denoël, coll. « Présence du fantastique » n° 27, 1992 - in 10 nouvelles fantastiques, Anthologie pour la jeunesse sous la responsabilité de Alain Grousset, septembre 2005.
- Il joue à la guerre ((en) Bang! You're Dead, 1944)in Le Piano satanique, Encrage, coll. « Pulps » n° 6, 1988.
- La Nuit ((en) The Night, 1946)in La Présence monstrueuse, Encrage, coll. « Pulps » n° 3, 1987.
- Lorelei de la brume rouge ((en) Lorelei of the Red Mist, 1946)coécrit avec Leigh Brackett, in Océans de Vénus, Temps Futur, Heroic Fantasy, 1982 - in Stark et les Rois des étoiles, éditions Le Bélial', 2014.
- J'appelle le passé ((en) Tomorrow and Tomorrow, 1947)in Chefs-d'œuvre de la SF (2e série), Fiction-Spécial n° 13, 1968 - in Le Temps sauvage, éditions Marabout sous le titre Le Futur antérieur, 1971.
- Oraison pour les vivants ((en) Wake for the Living, 1947)in Chefs-d'œuvre de la SF, Fiction-Spécial n° 11, 1967 - nouvelle incluse ensuite dans le recueil Monstrueusement vôtre sous le titre Un cercueil de verre - in Bifrost n° 72, octobre 2013, sous le titre Le Cercueil.
- Cauchemars en Harmaguédon ((en) Asleep in Armaggedon, 1948)in Histoires de cosmonautes, éditions Livre de poche, 1974.
- La Grande Roue ((en) The Black Ferris, 1948)in Territoires de l'inquiétude 6, Denoël, coll. « Présence du fantastique » n° 30, 1993 - in Bifrost n° 72, octobre 2013 - éditée précédemment hors commerce en 1981 (voir Recueils).
- Jeu d'octobre ((en) The October Game, 1948)in Les chefs-d'œuvre de l'épouvante, Anthologies Planète, 1965 - nouvelle incluse par la suite dans le recueil Bien après minuit.
- La Petite Pyramide bleue ((en) The Shape of Things, 1948)in Histoires de la quatrième dimension, éditions Livre de poche, 1983 - il s'agit en fait de la nouvelle L'Enfant de demain déjà présente dans le recueil Je chante le corps électrique.
- La Longue attente ((en) The One Who Waits, 1949)in Fiction n°33, 1956 - nouvelle incluse ensuite dans le recueil Les Machines à bonheur sous le titre Celui qui attend.
- Le Veldt dans la nursery ((en) The World the Children Made, 1950)in France Dimanche 288, 2-8 mars 1952, trad. Boris Vian - traduction de la première version de The Veldt (La Brousse) intégrée au recueil L'Homme illustré.
- À travers les airs ((en) Way in the Middle of the Air, 1950)in Mensonges et vérités de nos anticipations/Esprit [deuxième série] 202, mai 1953 - Nouvelle incluse dans Chroniques martiennes.
- Dans la ville endormie ((en) The Whole Town Sleeping, 1950)in Mystère magazine 116, septembre 1957 - nouvelle ensuite incorporée au livre Le Vin de l'été (avec modification de la chute finale).
- Pour toujours de par la Terre ((en) Forever and the Earth, 1950)in Après-demain, la Terre, anthologie composée par Alain Dorémieux, éditions Casterman, 1971 - incluse dans Bien après minuit sous le titre À jamais la Terre.
- Châtiment sans crime ((en) Punishment Without Crime, 1950)in Histoires de robots, éditions Livre de poche, 1974 - incluse dans Un Dimanche tant bien que mal.
- Pour solde de tous comptes ((en) Payment in Full, 1950)in Les meilleurs récits de Thrilling Wonder Stories, anthologie composée par Jacques Sadoul, éditions J'AI LU, 1978.
- Ylla ((en) I'll Not Look for Wine, 1950)in Histoires parapsychiques, éditions Livre de poche, avril 1983 - traduction de la première version de Ylla (Chroniques martiennes.)
- L'Arriéré ((en) The Pedestrian, 1951)in Fiction n°3, 1954 - incluse dans Les Pommes d'or du soleil sous le titre Le Promeneur.
- Le Grand Voyage ((en) A Little Journey, 1951)in Galaxie n° 59, 1958 - in Bifrost n° 72, octobre 2013, sous le titre Un petit voyage.
- Les Six pierres blanches ((en) Here There Be Tygers, 1951)in Histoires fantastiques de demain, Casterman, Anthologie de Alain Dorémieux, 1966 - in La Montagne sans nom, et autres récits sur la nature, Gallimard, coll. « Folio Junior » n° 171, 1981 - in Histoires de mondes étranges, Livre de Poche, La Grande Anthologie de la SF n° 3812, 1984, sous le titre Icy, il doit y avoir des tigres.
- Le Désert d'étoiles ((en) The Wilderness, 1952)in Fiction n°28, 1956 - incluse dans Les Pommes d'or du soleil sous le titre Le Désert semé d'étoiles.
- Soleil et ombre 1&2 ((en) Sun and Shadow, 1953)in L’Express 155 et 157, 18 et 19 novembre 1955 - incluse dans Les Pommes d'or du soleil.
- L'odeur de la salsepareille ((en) A Scent of Sarsaparilla, 1953)in Fiction n°90, 1961 - incluse dans Un remède à la mélancolie.
- Tout l'été en un jour ((en) All Summer in a day, 1954)in Fiction n°26, 1956 - incluse dans Un remède à la mélancolie sous le titre Et l'été ne dura qu'un jour.
- Icare Montgolfier Wright ((en) Icarus Montgolfier Wright, 1956)in Fiction n°57, 1958 - incluse dans Un remède à la mélancolie.
- La Mort et la vieille fille ((en) Death and the Maiden, 1960)in Fiction n°100, 1962 - incluse dans Les Machines à bonheur sous le titre La Mort et la jeune femme.
- Le Manège ((en) Nightmare Carousel, 1962)in Fiction n°110, 1963
- Les Mécaniques du Bonheur ((en) The Machineries of Joy, 1962)in Les 20 meilleurs récits de science-fiction, Editions Gérard & C°, Marabout Géant n° 207, 1964 - incluse sous le titre Les Machines à bonheur dans le recueil du même titre.
- Viens dans la cave ((en) Come Into my Cellar, 1962)in Galaxie n°17, 1965 - incluse dans Les Machines à bonheur sous le titre Jeunes amis, faites pousser des champignons dans votre cave.
- Phénix ((en) Bright Phoenix, 1963)in Fiction n° 123, 1964 - cette nouvelle sera ajoutée à la réédition de 1995 du roman Fahrenheit 451 sous le titre L'éclat du phénix.
- L'abîme de Chicago ((en) To the Chicago Abyss, 1963)in Fiction n° 123, 1964 - incluse dans Les Machines à Bonheur.
- Une larme dans la mer in Elle N°1036 du 28 octobre 1965 p. 144 (+ 8 colonnes).
- Sceptre ultime, durable couronne ((en) A Final Sceptre, a Lasting Crown, 1969)Fiction n°199, 1970 - incluse dans Je chante le corps électrique sous le titre Henri IX.
- L'éternel bébé ((en) McGillahee's Brat, 1972)in Fiction n°225, 1972 - nouvelle incorporée au roman La Baleine de Dublin.
- J'te tiens ! ((en) Gotcha!, 1978)in Territoires de l'inquiétude 7, Denoël, coll. « Présence du fantastique » n° 34, 1993.
- En haut de l'escalier ((en) The Thing at the top of the Stairs, 1988)in Fiction n°407, 1989 - incluse dans À l'ouest d'octobre sous le titre La Bête de l'escalier.
- Adieu Lafayette ((en) Lafayette Farewell, 1988)in Fiction n°411, 1989 - incluse dans À l'ouest d'octobre.

### Théâtre
- Café irlandais, Denoël, 1965 ((en) The Anthem Sprinters and Others Antics, 1963), trad. Jacques Legris
- Théâtre pour demain... et après, Denoël, coll. « Présence du futur », 1973 ((en) The Wonderful Ice-Cream Suit, 1972), trad. Jacques Legris
- La Colonne de feu, Denoël, coll. « Présence du futur », 1979 ((en) Pillar of Fire and Other Plays, 1975), trad. Jacques Legris

### Poésie
- Pour les chiens c'est tous les jours Noël, Gallimard, coll. « Folio Benjamin », 1998 ((en) Dogs Think That Every Day is Christmas, 1997)illustrations de Louise Reinoehl Max.
- Avec un chat pour édredon, Gallimard, coll. « Folio Benjamin », 1998 ((en) With Cat for Comforter, 1997)illustrations de Louise Reinoehl Max.

### Essais
- Le Zen dans l'art de l'écriture, ANTIGONE14 Editions, 2016 ((en) Zen in the Art of Writing, 1990), trad. Bertrand Augier, 206 p.  (ISBN 978-2-37233-036-7)Recueil de douze essais initialement publiés entre 1961 et 1990

## Cinéma et télévision
- 2018 : Fahrenheit 451 de Ramin Bahrani
- 2008 : Ray Bradbury’s Chrysalis de Tony Baez Milan
- 2007 : The Small Assassin court métrage de 35 min de Chris Charles
- 2005 : A Piece of Wood court métrage de 12 min de Tony Baez Milan
- 2005 : A Sound of Thunder de Peter Hyams
- 1993 : The Halloween Tree (dessin animé télévisé) de Mario Piluso
- 1986 : Alfred Hitchcock présente (série télévisée), épisode Le Bocal (The jar) réalisé par Tim Burton
- 1985 : La Cinquième Dimension (The Twilight Zone) (série télévisée) 2 épisodes Le Mal génétique et L’Ascenseur
- 1985 : Ray Bradbury présente (série télévisée) 1985-1992 (58 épisodes)
- 1984 : There Will Come Soft Rains (court métrage d’animation) de Nazim Tulyakhodzayev
- 1983 : Savannen (téléfilm) de Tord Pååg
- 1983 : La Foire des ténèbres (Something Wicked This Way Comes) de Jack Clayton
- 1982 : The Electric Grandmother (téléfilm) de Noel Black
- 1980 : Chroniques martiennes (The Martian Chronicles) (série télévisée) de Michael Anderson, scénarisée par Richard Matheson
- 1976 : The Murderer (court métrage) de Andrew Silver
- 1974 : Chroniques martiennes (téléfilm) de Renée Kammerscheit
- 1972 : L’Enterrée vive (The Screaming Woman) (téléfilm) de Jack Smight
- 1969 : L’Homme tatoué (The Illustrated Man) de Jack Smight
- 1969 : The Picasso Summer de Robert Sallin
- 1966 : Fahrenheit 451 de François Truffaut
- 1965 : Out of the Unknow (en) (série télévisée), épisode The Fox and the Forest
- 1964 : Suspicion (The Alfred Hitchcock Hour) (série télévisée), 2 épisodes The Life Work of Juan Diaz et The Jar
- 1962 : La Quatrième Dimension (The Twilight Zone) (série télévisée), épisode La Fée électrique
- 1962 : Icarus Montgolfier Wright (court métrage d’animation) de Osmond Evans[14], produit par Jules Engel, illustrations de Joe Mugnaini, illustrateur de plusieurs éditions américaines d’ouvrages de Ray Bradbury. Nommé pour l’Oscar du meilleur court métrage d’animation en 1963.
- 1956 : Moby Dick de John Huston avec Gregory Peck et Orson Welles

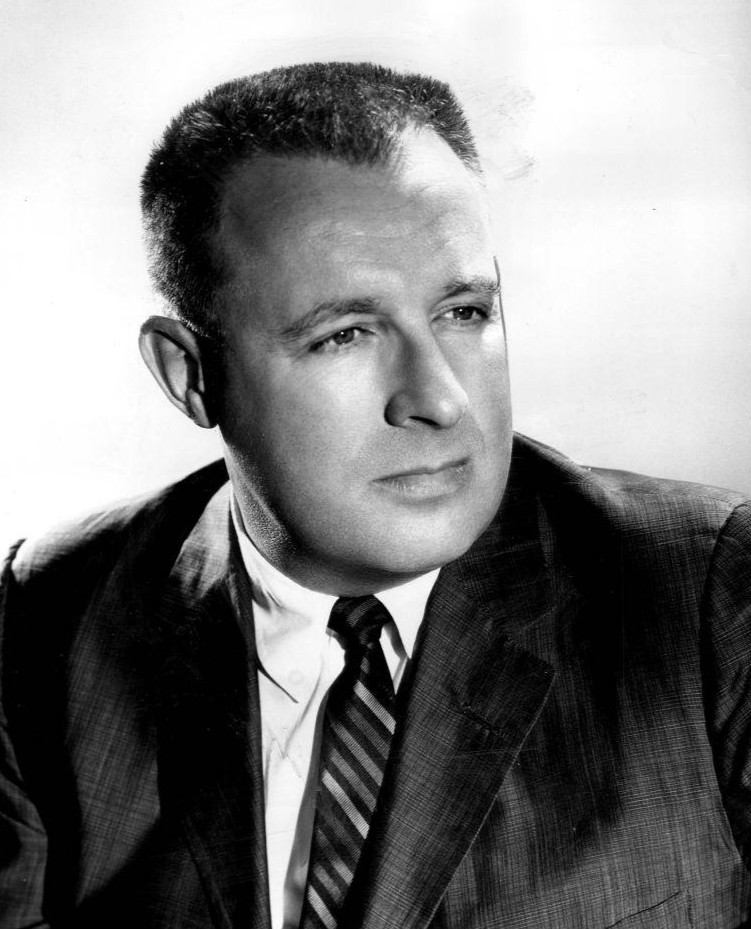
Bradbury en 1959, quand quelques-unes de ses courtes histoires furent adaptées pour des émissions de télévision comme Alfred Hitchcock Presents.

- 1956 à 1959 : Alfred Hitchcock présente (série télévisée), épisodes Shopping For Death, And So Died Riabouchinska, Design For Loving et Special Delivery
- 1955 : Star Tonight (série télévisée), épisode Zero Hour
- 1953 : Le Monstre des temps perdus (The Beast from 20,000 Fathoms) d’Eugène Lourié
- 1953 : Le Météore de la nuit (It Came from Outer Space) de Jack Arnold
- 1953 : Tales of Tomorrow, (série télévisée) (saison 2, épisode 31) Homecoming
- 1952 : CBS Television Workshop (série télévisée), épisode Rocket
- 1952 : Suspense (série télévisée), épisode Summer Night
- 1951 : Out There (série télévisée), (saison 1, épisode 9) The Man
- 1951 : Lights Out (série télévisée), épisode Zero Hour

## Adaptation en chanson et en musique
- La Brousse ou dans sa version originale en anglais The World the Children Made a été adapté en chanson par Deadmau5 avec sa musique The Veldt sortie en 2012 en featuring avec le chanteur Chris James.

- Le poème Christus Apollo  a été adapté sous forme de cantate par le compositeur  Jerry Goldsmith en 1969, sur une commande de l'orchestre de chambre de Californie. L’œuvre a été enregistrée en 1999 à Londres pour le label Telarc, sous la direction du compositeur, avec le London symphony orchestra et Anthony Hopkins comme narrateur, en présence de Bradbury.

## Adaptations en bandes dessinées
- adaptations de nouvelles de Ray Bradbury, Albin Michel collection « Spécial USA » : traduction des bandes dessinée parues entre
  1. Planète rouge (1984)
  2. Monsieur Sourire (1985)

## Adaptation au théâtre
- Le Merveilleux complet couleur glace à la noix de coco. Centre de rencontres de Châteauvallon 1981. Mise en scène de Georges Vitaly. Adaptation de Jacques Legris. Décors d’Andréou.